# Coturnicops noveboracensis
La polluela amarillenta (Coturnicops noveboracensis), también denominada polluela amarilla y burrito amarillento, es una especie de ave gruiforme de la familia Rallidae que vive en Norteamérica.

## Descripción
Los adultos tienen las partes superiores marrones veteadas en negro, con el pecho y garganta ocre amarillento, el vientre claro y los flancos listados. Las plumas de su espalda tienen los bordes blanquecinos. Tienen una lista superciliar ancha y difusa amarillenta y un pico corto y oscuro que se vuelve amarillo en los machos durante la estación de cría. Sus patas son de color amarillo grisáceo.

## Distribución y hábitat
Se encuentra en Canadá, Estados Unidos y México. Sus hábitats reproductivos son las praderas húmedas y las marismas poco profundas de Canadá al este de las Rocosas, y el noreste de Estados Unidos. Existe una pequeña población reproductora en el Norte de México. Las polluelas amarillentas en invierno migran a la costa sureste de Estados Unidos. El tamaño de sus poblaciones está disminuyendo a causa de la pérdida de hábitat.

## Comportamiento
Su dieta se compone principalmente de insectos, caracoles y semillas.
La polluela amarillenta es un ave evasiva y difícil de ver, ya que cuando alguien está cerca de ella es más probable que se quede camuflada inmóvil que levante el vuelo. Sus llamadas generalmente se producen de noche y se asemejan al ruido de dos piedras que se golpean una contra otra.
Su nido consiste en un cuenco poco profundo construido con vegetación acuática que ubica bajo los arbustos secos.